# Грб Новог Сада
Грб града Новог Сада је службени грб града од 1. фебруара 1748. године када је Нови Сад добио статус слободног краљевског града од Марије Терезије.

## Изглед
У елибертационој дипломи у члану 19, где се описивао печат је наведен и облик грба који ће бити на печату.
- Да у печат свој тај грб метну: на плаву штиту стоје три сребрне, округле куле са настрешницом на врху и средини, свака кула за себе од тесана камена, горња страна настрешнице зупчасте капије затворене, а прозори за пуцање удешени и отворени. Стоје на обали Дунава, који тече таласајући се преко зелене ливаде, поређене у реду једна поред друге, средња је нешто шира и виша, а над њом се лепрша такозвани Нојев голуб; около периферије штита иде натпис: „Печат краљевског слободног града Новог Сада“ (лат. Sigillum Regiae Liberaeque Civitatis Neoplantensis).
У Статуту града у члану 7. наводи се:
Грб Града представља штит барокне форме, у чијем се горњем плавом пољу налазе три округле куле сребрне - светлосиве боје, од којих сваку средином и одозго опасује надстрешница. Куле стоје одвојено, свака за себе, сазидане од неотесаног камена. Надстрешница горњег дела им је зупчаста, капије су им затворене, а прозори отворени. Средња кула је нешто виша и шира, а над њом бели голуб у лету са маслиновом гранчицом. У доњем зеленом пољу испод кула налази се таласаста сребрна трака.

## Симболика грба
Три куле у варошком грбу јесу симбол пређашњег значаја вароши и улоге коју је играла пре ослобођења. То значи да је Нови Сад варош која је настала из милитарног шанца, те тако се три куле односе на провинцијалисање граничарског шанца. У хералдици куле значе духовну снагу као и дом и сигурност.
Валовити Дунав, што пресеца зелено поље и Нојев голуб који се лепрша, односе се на поплаве из прошлости, па тиме се показује како је град оживео после бурних ратова. Поплава турских ратова проредила је становништво ових крајева.
Ако посматрамо варошки грб у правом му значењу а не у пренесену смислу, онда таласасти Дунав који отиче преко зелене ливаде и крај њега подигнуте три куле, којима су прозори отворени и за пуцање удешени а капије затворене значи: на дунавској обали на зеленој ливади назидани Петроварадински Шанац, који је већ затворена варош, због чега и јесу му капије затворене, докле отворени прозори значе ону важност, коју и диплома исказује, да и у будуће буде одбрана петроварадинској тврђави.

## Историја
Усвојени грб Новог Сада коришћен је све до 1944. године, оставши исти и за време Аустријске Царевине, Двојне Монархије и Краљевине Срба, Хрвата и Словенаца. Постојао је један предлог из 1937. године да се грбу Новог Сада дода натпис "Бог чува Новосађане"; тај предлог скупштини општине Нови Сад упутила је група грађана Великог Лимана који су рекли да их је сам Господ Бог спасао поплава пруживши Великолиманцима довољно сунчаних зракова. Ипак, од тога ништа није било. Међутим, доласком Комунистичке Партије на власт након Другог светског рата, укинута је и хералдичка традиција, те су шездесетих година 20. века почели експерименти с грбом. У једном тренутку грб је чак имао и црвену петокраку на штиту. Изображење грба које се веома дуго користило као званично, је из времена када се у граду одржало Стонотениско првенство Европе 1981. године.
Међутим, како је Град Нови Сад понео титулу европске престонице културе за 2021. годину, као и омладинске престонице за 2019. годину, увидело се да је потребно учинити све како би симболи града постали верни симболима који су додељени граду 1748. године. Стога је 2016. основана комисија састављена од историчара, хералдичара, графичара и ликовних стручњака, која би утврдила еталон или изворник грба и уподобила изглед грба с оним какав је град добио у време владавине Марије Терезије.